# Ambassis vachellii
Ambassis vachellii е вид лъчеперка от семейство Ambassidae. Видът е незастрашен от изчезване.

## Разпространение и местообитание
Разпространен е в Австралия, Бруней, Виетнам, Индонезия, Камбоджа, Китай, Малайзия (Западна Малайзия), Папуа Нова Гвинея, Сингапур, Тайланд и Япония.
Среща се на дълбочина от 0,3 до 1 m.

## Описание
На дължина достигат до 6,5 cm.